# Plesiocystiscus
Plesiocystiscus is een geslacht van weekdieren uit de klasse van de Gastropoda (slakken).

## Soorten
- Plesiocystiscus abbotti (De Jong & Coomans, 1988)
- Plesiocystiscus alfiopivai Espinosa & Ortea, 2002
- Plesiocystiscus alfredensis (Bartsch, 1915)
- Plesiocystiscus aphanospira (Tomlin, 1913)
- Plesiocystiscus atomus (E. A. Smith, 1890)
- Plesiocystiscus bavayi Boyer, 2003
- Plesiocystiscus bocasensis (Olsson & McGinty, 1958)
- Plesiocystiscus bubistae (Fernandes, 1987)
- Plesiocystiscus cinereus (Jousseaume, 1875)
- Plesiocystiscus consanguineus (E. A. Smith, 1890)
- Plesiocystiscus elzae Bozzetti, da Costa & T. Cossignani, 2010
- Plesiocystiscus genecoani Espinosa & Ortea, 2000
- Plesiocystiscus gutta (Gofas & Fernandes, 1988)
- Plesiocystiscus irinae Bozzetti, da Costa & T. Cossignani, 2010
- Plesiocystiscus jansseni (De Jong & Coomans, 1988)
- Plesiocystiscus jewettii (Carpenter, 1857)
- Plesiocystiscus josephinae (Fernandes & Rolán, 1992)
- Plesiocystiscus larva (Bavay, 1922)
- Plesiocystiscus leonorae Bozzetti, da Costa & T. Cossignani, 2010
- Plesiocystiscus luiscarlosi Bozzetti, da Costa & T. Cossignani, 2010
- Plesiocystiscus myrmecoon (Dall, 1919)
- Plesiocystiscus ovatus Lussi & G. Smith, 1998
- Plesiocystiscus palantirulus (Roth & Coan, 1968)
- Plesiocystiscus politulus (Dall, 1919)
- Plesiocystiscus pseudogranulina Lussi & G. Smith, 1998
- Plesiocystiscus thalia (W. Turton, 1932)
- Plesiocystiscus valae Lussi & G. Smith, 1998
- Plesiocystiscus variegatus Lussi & G. Smith, 1998
- Plesiocystiscus violaceus Rolán & Gori, 2014
- Plesiocystiscus watanuensis T. Cossignani, 2001